# アクションパズル
アクションパズルとは、コンピュータゲームのジャンルであるパズルゲームから派生したサブジャンルである。明確な定義はないが、アクションゲームの要素とパズルゲームの要素を合わせ持つゲームと言える。コンピュータゲームのジャンルの一つ。
提示されるルールと状況から、論理的思考によって問題を解決するゲーム性は、従来の静的なパズルゲームと変わらないが、キャラクターやパーツなどが一定法則、あるいはランダムに動くアクション性を持っている。つまり、状況が動的に変化するため、操作能力や瞬間的な判断といったアクションゲームのゲーム性が発生する。
プレイヤーの論理的思考を中心に、機転、技術、戦略性、観察力、先見力（俗にいう先読み）など、総合的な攻略要素で問題を解決する。
指定手数、制限時間など特殊な規制が設けられたものも多く、プレイヤーの自由を束縛する代わりに機知を用いて問題を解決させる機会が多くなる。
内容は大きく分けてアクション性の高いもの（操作能力、瞬間の判断力が必要）と、パズル性の高いもの（戦略性、先読みなどが必要）の2つに分けられる。前者は言葉の順序を逆にして『パズルアクション』とも呼ばれる。

## 代表的なアクションパズル
- 規定の面を解いていく物
  - フラッピー
  - ロードランナー
  - ソロモンの鍵
  - バベルの塔
  - なぞぷよ（ぷよぷよの詰め将棋型パズル）
  - エッガーランド（アドベンチャーズオブロロ）
  - 迷宮島
  - すってはっくん
  - ぐっすんおよよ
  - キャッスルエクセレント
  - だるま道場
  - マリオとワリオ
  - マリオvs.ドンキーコング
  - Portal
  - いっしょにチョキッと スニッパーズ
- ランダムに展開が変わる物
  - 落ち物パズル
    - テトリス
    - ぷよぷよ
    - パネルでポン
    - 対戦ぱずるだま
    - コラムス

  - XI[sái]
  - パズルボブル
  - マジカルドロップ
  - 直感ヒトフデ
  - 鮫亀
  - レミングス